# Alpha Institute for Advanced Study
Az Alpha Institute for Advanced Studies (AIAS) nonprofit szervezet, amit Boise-ban, Idaho, USA alapított 1998-ban alapította Myron Wyn Evans walesi kémikus és fizikus. A szervezet egyik társalapítója Francesco Fucilla olasz geológus és filozófus. 
Az egyik legnagyobb fizikai áttörés amit elértek, az Einstein Cartan Evans (ECE) egyesített elmélet. 
Az AIAS szorosan együttműködik a Telesio - Galilei Tudományos Akadémiával, hogy tovább feszegessék a fizika korlátait.

## Külső hivatkozások
- AIAS website
- Telesio Galilei Tudományos Akadémia website
- Atomic precision
- ECE elmélet